# Hemming di Åbo
Hemming di Åbo (Bälinge, XIII secolo – Åbo, 21 maggio 1366) è stato un vescovo cattolico svedese, venerato come santo dalla Chiesa cattolica.

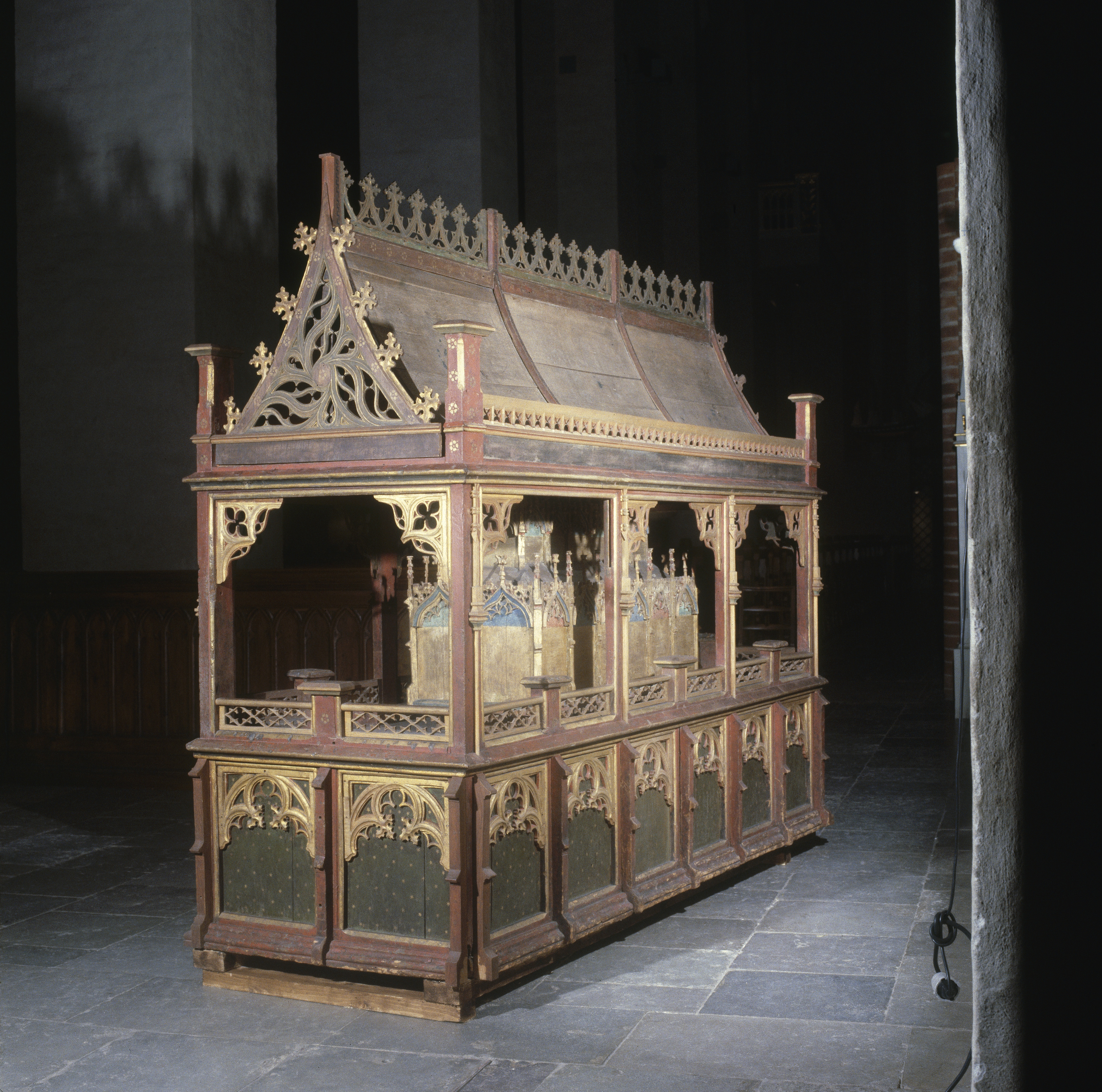
Reliquiario del vescovo Hemming.

È stato vescovo dell'antica diocesi di Åbo dal 1340 fino alla sua morte.

## Biografia
Hemming nacque à Bälinge, a nord di Uppsala in Svezia, alla fine del XIII secolo. Fece i suoi studi a Uppsala e poi a Parigi. Tra i suoi professori ci fu il futuro papa Clemente VI.
Ordinato sacerdote, divenne canonico della cattedrale di Åbo, in Finlandia, dove si era trasferito a vivere. Alla morte del vescovo Pentti (novembre 1338), fu scelto a succedergli sulla cattedra della diocesi di Åbo.
Si adoperò in modo particolare per migliorare gli studi nella scuola annessa alla cattedrale e per aiutare coloro che volevano accedere agli studi superiori. Donò la sua biblioteca personale alla diocesi. Di lui restano anche gli atti di un sinodo diocesano, celebrato nel 1352.
Ebbe relazione di amicizia con Brigida di Svezia e su suo incarico si recò ad Avignone per convincere il papa a fare ritorno a Roma. Si adoperò inoltre, ma senza successo, per riportare la pace tra Inghilterra e Francia, all'epoca in guerra.
Morì il 21 maggio 1366.

## Culto
Il suo culto è attestato fin dal 1400 e il suo nome veniva invocato nei casi di malattia e di pericolo. Il processo di canonizzazione ebbe inizio nel 1497 e solo dopo due anni venne beatificato da papa Alessandro VI che ne confermò il culto.
Nel 1514 le sue reliquie furono traslate e poste in un reliquiario, conservato nel duomo di Turku, nome odierno dell'antica città di Åbo.
Nel 1530 si sarebbe dovuta celebrare la canonizzazione, presieduta da papa Clemente VII, ma a causa della Riforma protestante la cerimonia venne sospesa.
Hemming è venerato nella Chiesa cattolica come santo. Il Martirologio Romano lo ricorda il 21 maggio con queste parole: